# Alberto Tarantini
Alberto Cesar Tarantini, né le 3 décembre 1955 à Ezeiza, est un joueur de football international argentin qui évoluait la plupart du temps au poste d'arrière gauche avant de finir sa carrière en défense centrale.

## Biographie
Au début de sa carrière avec les jeunes de Boca Juniors, il est surnommé conejo (le lapin). 
Tarantini est choisi par César Luis Menotti pour faire partie de l'équipe d'Argentine des moins de 23 ans qui remporte le Tournoi de Toulon en 1975.
Peu après, il devient l'arrière gauche titulaire de l'équipe d'Argentine. En 1978, il est le plus jeune joueur de l'équipe qui dispute et remporte le Mundial 1978 organisée à domicile. Il inscrit même un but lors du match gagné 6-0 contre le Pérou.
Après la Coupe du monde, il est transféré en Angleterre à Birmingham City pour un montant de 295 000 £. Mais cette expérience ne s'avère guère concluante.
Dès l'année suivante, il rentre en Argentine pour évoluer à Talleres de Córdoba puis River Plate où il se reconvertit avec succès au poste d'arrière central. 
Il termine sa carrière en Europe au Sporting Club de Bastia, à Toulouse et enfin à UGS, où il met un terme à sa carrière en 1990. En 2017, à l'occasion des 80 ans du Toulouse Football Club, il est élu dans l'équipe de légende toulousaine sur le site internet du club.
Tarantini arrête sa carrière internationale avec l'équipe d'Argentine à l'issue de la Coupe du monde 1982.

## Clubs
| Saison    | Club                      |
| --------- | ------------------------- |
| 1973-1977 | Boca Juniors              |
| 1978-1979 | Birmingham City           |
| 1979      | Talleres de Córdoba       |
| 1980-1983 | Club Atlético River Plate |
| 1983-1984 | SC Bastia                 |
| 1984-1988 | Toulouse Football Club    |
| 1988-1990 | UGS                       |

## Palmarès

### En club
- Vainqueur de la Copa Libertadores en 1977 avec Boca Juniors
- Champion Nacional en 1976 avec Boca Juniors et en 1981 avec River Plate
- Champion Metropolitano en 1976 avec Boca Juniors et en 1980 avec River Plate

### EnÉquipe d'Argentine
- 60 sélections et 1 but entre 1974 et 1982
- Vainqueur de la Coupe du Monde en 1978
- Vainqueur du Tournoi de Toulon en 1975 avec les Espoirs
- Participation à la Coupe du Monde en 1978 (Vainqueur) et en 1982 (Second Tour)